# Harmonies poétiques et religieuses

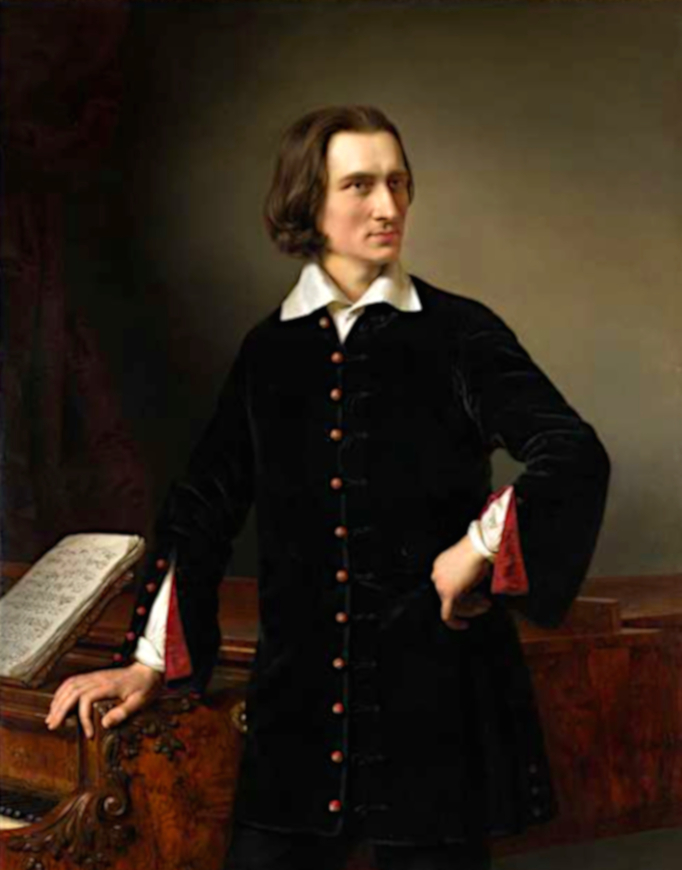
Liszt en 1847

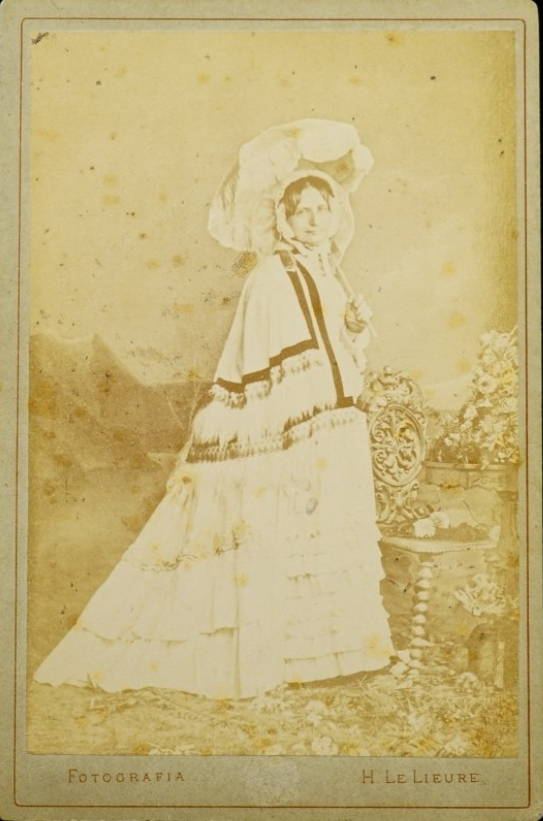
Carolyne zu Sayn-Wittgenstein

Harmonies poétiques et religieuses («Armonías poéticas y religiosas») es un ciclo de piezas de piano escrito por Franz Liszt en Woronińce, estado de la antigua Polonia-Ucrania de la amante de Liszt, la princesa Carolyne zu Sayn-Wittgenstein, de soltera Iwanowska) en 1847. Las diez composiciones que comprenden el ciclo son:
1. Invocation (completado en Woronińce);
2. Ave Maria (transcripción de la pieza coral escrita en 1846);
3. Bénédiction de Dieu dans la solitude (‘La bendición de Dios en la soledad’, compuesto en Woronińce);
4. Pensée des morts (‘En memoria de los muertos’, versión revisada de la composición temprana, Harmonies poétiques et religieuses (1834));
5. Pater Noster (transcripción de una pieza coral escrita en 1846);
6. Hymne de l’enfant à son réveil (‘Himno al niño recién levantado’, transcripción de la obra coral escrita en 1846);
7. Funérailles (compuesta en octubre de 1849) (‘Funeral’);
8. Miserere, d’après Palestrina (a la manera de Palestrina);
9. (Andante lagrimoso);
10. Cantique d’amour (‘Himno de amor,’ completado en Woronińce).

## Nacimiento de la obra.
Al crecer en París, Liszt estuvo muy influenciado por los poetas franceses, especialmente Victor Hugo, Felicité Robert de Lamennais y Alphonse de Lamartine. Influenciado por el poema Apariciones de este último, escribió, por ejemplo, su primer ciclo de tres piezas del mismo nombre para piano (S.155, 1834), y más tarde, en su poema sinfónico Les Préludes (S.97). También se inspiró para escribir una pieza musical en las odas de Lamartine publicadas con el título Armonías poéticas y religiosas, y ya en 1834 escribió una pieza para piano con el mismo título, y planeó dedicar la obra, que luego se ampliaría hasta convertirse en un ciclo, a Lamartine. Es interesante que llamó a esta pieza armonías conjuntas con Marie d'Agoult ("notre harmonie"), pero cuando el ciclo se completó y publicó, ya se lo había dedicado a su nueva compañera, Carolyne zu Sayn-Wittgenstein ( en la partitura Jeanne Élisabeth Carolyne).

## Análisis musical

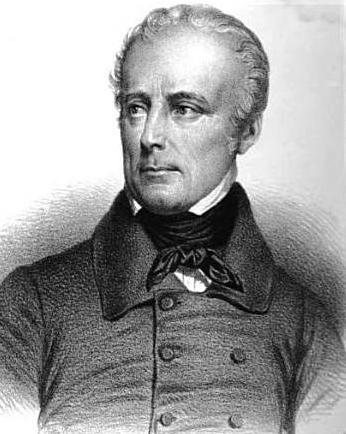
Lamartine 1848

Las armonías poéticas y religiosas son una serie de piezas para piano publicadas bajo un título común. Sin embargo, estas piezas no forman un ciclo. Un ciclo presupone algún tipo de idea común entre las partes individuales, pero esto no se encuentra en esta serie de obras. Aunque Liszt pretendía conectar su obra con el título de Lamartine, sólo adjuntó citas de Lamartine a las piezas primera, tercera y novena. La serie tampoco está unida por su armonización, sólo la primera y la última tonalidad son iguales (Mi mayor), pero tampoco existe otro parentesco entre ellas. Hay piezas que originalmente no fueron escritas para piano, sino escritas para coro, por ejemplo, la transcripción para piano de la segunda, quinta y octava obra coral de iglesia en latín, que no tienen ninguna relación con Lamartine. La séptima obra, Funérailles, también nació por motivos completamente diferentes, concretamente el dolor tras el fracaso de la Revolución de Hungría de 1848. Además, las piezas individuales fueron creadas en diferentes momentos, la serie alcanzó su forma final después de múltiples cambios, no representan la misma calidad y Liszt eliminó de la serie algunas piezas que podrían estar relacionadas con Lamartine. Sin embargo, Béla Bartók, que como pianista de renombre ya tenía muchas obras de Liszt en su repertorio desde 1904, escribió en su autobiografía: "Estudié a Liszt de nuevo, y principalmente en sus obras menos populares, como los Années de Pélerinage, las Harmonies poétiques et religieuses, la Sinfonía Fausto, la Danza macabra, etc. Llegué al fondo después de penetrar algunos exteriores que me eran ajenos. Descubrí la verdadera importancia de Liszt y, en términos del desarrollo posterior de la música, reconocí en él una pasión mucho mayor que la de Wagner o Strauss."

### 1. Invocación
Es una pieza de la serie que se reproduce con relativa frecuencia, cuya primera versión fue escrita por Liszt en 1847, inspirada en el poema del mismo nombre de Lamartine. En la versión final, aumentó más de tres veces la duración de la pieza y pasó a ser una composición en forma de sonata libre en Mi mayor, con un compás de 3/4. Tiene un tema principal himnario y ascendente, el desarrollo contiene séptimas y saltos de tritono, la coda se teje a partir del tema principal y con un detalle pentatónico.

### 2. Ave María (Ave María)
La primera versión del Ave María fue una obra para coro mixto escrita en 1846, y la pieza para piano nació como una revisión de la misma. Se caracteriza por una melodía delicada y tierna, pero también tiene un elemento operístico: la influencia de la base del coro, pero la presencia del piano es modesta. Su tonalidad es Si mayor y el compás 4/4.

### 3. Bénédiction de Dieu dans la solitude (La bendición de Dios en la soledad)
Pieza referente a Lamartine, una de las composiciones más bellas de la serie, sus primeros bocetos datan de 1845. Aquí, Liszt logró expresar la serenidad espiritual y la reconciliación expresadas en el texto con medios musicales. Su clave es Fa sostenido mayor, su forma es A-B-C-A'-coda. A es la más larga, también tiene tres partes. B tiene forma de campana, como un segundo movimiento. C es una pieza musical de improvisación que cambia de tono, A' es un retorno de variación y, en su coda, regresan los materiales de B y C. Es de destacar que representa la forma cíclica resumida en un movimiento, que en realidad se realizará en la Sonata en si menor, importante para el período.

### 4. Pensée des morts (Recuerdo de los muertos)
El título de la pieza también se traduce como Pensamientos sobre los muertos. La primera pieza terminada de la serie, fue creada en 1834 y publicada al año siguiente con el título Harmonies poétiques et religieuses. Liszt anotó sobre ella en 1852: "... demasiado apresuradamente, como resultado de un descuido apareció entonces. Hoy, el autor rechaza completamente esta edición mutilada y errónea en muchos aspectos...". La novedad de la pieza es que está basada en un solo tema. Su ritmo es variado, 5/4, 7/4, 4/4, 3/4 y se alternan detalles libres, a modo de cadenza o recitados.

### 5. Pater noster (Padre Nuestro)
El movimiento, al igual que el Ave María, es una reelaboración de una pieza a cappella escrita en 1846. Una pieza corta, sobria y con un sonido en 3/4 de Do mayor. Aunque Liszt era un pianista virtuoso consideró importante editar una pieza sin glamur en la serie.

### 6. Hymne de l’enfant à son réveil (El himno del niño que despierta)
Liszt no publicó un texto para esta pieza, pero luego hizo una transcripción coral de la misma, una glorificación y súplica puesta en boca de un niño. Su tono es La bemol mayor y se divide formalmente en dos partes.

### 7. Funérailles (Funerarias)
Funérailles es la pieza más importante, significativa y reproducida con más frecuencia de la serie. No tiene ninguna relación con Lamartine, Liszt la escribió originalmente después del fracaso de la intentona de independencia de Hungría de 1849, en el que lamenta a Lajos Batthyány y los mártires de Arad. En el borrador, su título todavía era húngaro y más tarde recibió el subtítulo Octubre de 1849. Pieza cautivadora y variada, una obra maestra en todos los sentidos, con una estructura de coda introductoria A-B-C. En la parte A, la mano izquierda toca una melodía lúgubre con un tono húngaro puro, con un tono trágico, la mano derecha añade un acompañamiento de acordes. La parte B muestra un sonido de duelo y de lamento, seguido de la presentación de la lucha en C. En su coda, nuevamente en tono de lamento, vuelve a aparecer todo el material anterior.

### 8. Miserere, a la manera de Palestrina
Miserere es también una adaptación coral en que reescribió una de las obras corales compuesta en 1845. Es interesante que, aparte del título, no hay ningún rasgo característico de Palestrina en la melodía, y la presentación en el piano (trémolos, arpegios, corridas) también es ajena al estilo barroco temprano. Su tonalidad está planteada en mi menor-mi mayor y no hay indicación de compás.

### 9. Sin título: Andante lagrimoso
Es una pieza en sol menor con ritmo de 4/4, sin título (se utiliza su firma de tempo para identificarla), pero antes Liszt insertó un extracto del poema de Lamartine Une larme ou consolation (Una lágrima o consuelo). Rara vez se toca.

### 10. Cantique d'amour (Himno de amor)
Esta pieza es en realidad la confesión de amor del compositor a la princesa Carolyne Wittgenstein. Su tono es Mi mayor, su sincronización es variada, su forma es: introducción-A-B-A'-coda. Es una pieza delicadamente emotiva que Liszt reelaboró más tarde para arpa.